# La Riba
La Riba è un comune spagnolo situato nella comunità autonoma della Catalogna.